# Gare de Rethel
La gare de Rethel est une gare ferroviaire française de la ligne de Soissons à Givet, située sur le territoire de la commune de Rethel, à proximité du centre bourg, dans le département des Ardennes en région Grand Est.
Elle est mise en service en 1858 par la Compagnie des chemins de fer des Ardennes. C'est une gare de la Société nationale des chemins de fer français (SNCF), desservie par des trains TER Grand Est ainsi que des TGV assurant la liaison Paris - Charleville Mézières - Sedan.

## Situation ferroviaire
Établie à 77 m d'altitude, la gare de Rethel est située au point kilométrique (PK) 94,014 de la ligne de Soissons à Givet, entre les gares ouvertes de Bazancourt et Amagne - Lucquy.

## Histoire
La station de Rethel est mise en service le 10 juin 1858 par la Compagnie des chemins de fer des Ardennes lorsqu'elle ouvre la section de ligne de Reims à Rethel de la ligne de Soissons à Givet.
Rethel était autrefois reliée à Guignicourt, à 35km, via Asfeld et Évergnicourt, par une ligne des Chemins de fer de la Banlieue de Reims (voie métrique Rethel - Évergnicourt, voie normale Évergnicourt - Guignicourt fermée en 1987).
Le bâtiment voyageurs date de l'ouverture de la ligne.
Il s'agit d'un bâtiment de style néoclassique, qui comporte un corps central à étage de trois travées sous toiture mansardée contre laquelle repose l'horloge de la gare ; le corps central est flanqué de deux ailes sans étage de quatre travées avec des combles importants, et dont la toiture est également mansardée. Les percements des ailes sont à arc bombé ; ceux du rez-de-chaussée du corps central sont à arc en plein cintre tandis que ceux de l'étage sont rectangulaires et surmontés d'un entablement.
La façade, recouverte d'enduit, était à l'origine en pierre apparente ; elle comporte des bandeaux et encadrements en pierre de taille.
Une des ailes a par la suite été agrandie.
La ville de Rethel a subi des dégâts considérables au cours des deux guerres mondiales ; la gare a en revanche échappé à la destruction.

## Fréquentation
Selon les estimations de la SNCF, la fréquentation annuelle de la gare figure dans le tableau ci-dessous.
| Année                      | 2015    | 2016    | 2017    | 2018    | 2019    | 2020    | 2021    | 2022    | 2023    | 2024    |
| -------------------------- | ------- | ------- | ------- | ------- | ------- | ------- | ------- | ------- | ------- | ------- |
| Voyageurs                  | 350 544 | 330 461 | 332 092 | 290 076 | 325 947 | 226 047 | 281 153 | 357 569 | 427 100 | 420 572 |
| Voyageurs et non voyageurs | 438 181 | 413 076 | 415 115 | 362 595 | 407 434 | 282 559 | 351 441 | 446 962 | 533 875 | 525 715 |

## Service des voyageurs

### Accueil
Gare SNCF, elle dispose d'un bâtiment voyageurs, avec guichet, ouvert tous les jours. Elle est équipée d'automates pour l'achat de titres de transport, d'une salle d'attente et d'un quai couvert.

### Desserte
Rethel est desservie par des TGV reliant Paris-Est à Sedan, desservant Paris-Est, Reims, Rethel, Charleville-Mézières et Sedan à raison de deux allers-retours par jour. Le vendredi un TGV supplémentaire au départ de Paris pour Charleville-Mézières dessert Rethel et le dimanche un aller-retour supplémentaire Paris-Charleville-Mézières dessert également la gare. Rethel est également desservi par les trains du réseau TER Grand Est (lignes de Reims à Longwy et à Metz-Ville).

### Intermodalité
Un parc pour les vélos et un parking pour les véhicules sont aménagés.